# 塭子 (屏東縣)
塭子，原寫為塭仔，是臺灣屏東縣佳冬鄉的一個傳統地域名稱，位於該鄉西南部。相較於今日行政區，其範圍大致包括燄塭村、塭豐村不含東南部、羌園村西南部邊界地帶中至東段、六根村西南部邊界地帶。
本地區境內主要聚落為塭仔、海埔、頂藔，設有塭子國小。

## 歷史
台灣日治初期，塭子地區為一街庄，稱為「塭仔庄」（舊制街庄），隸屬於港東中里。該庄昔日西北隔林仔邊溪與田墘厝庄、林仔邊庄為界，北與羗園庄為鄰，東北及東與茄苳腳庄為鄰，東南邊為葫爐尾庄，西南邊臨台灣海峽。
1901年（日治明治三十四年）11月11日，全台廢縣廳改設二十廳，該庄隸屬於阿猴廳。1904年（明治三十七年）4月15日，該庄編入「茄苳腳區」，隸屬於阿猴廳。1905年（明治三十八年）4月1日，阿猴廳改稱「阿緱廳」。1909年（明治四十二年）10月25日，全台合併二十廳為十二廳，茄苳腳區仍隸屬於阿緱廳。1920年（大正九年）10月1日，全台地方制度大改正，廢十二廳改設五州二廳，該庄改制並雅化為「塭子」大字，隸屬於高雄州東港郡佳冬庄（新制街庄）。
戰後佳冬庄改制為佳冬鄉，隸屬於高雄縣，大字亦改制為村。1950年（民國39年）10月1日，高、屏分治，佳冬鄉改隸屬於屏東縣。
相較於今日行政區，本地區的範圍大致包括燄塭村、塭豐村不含東南部、羌園村西南部邊界地帶中至東段、六根村西南部邊界地帶。

## 聚落
本地區發展較早的聚落為塭仔、海埔、洲仔（已消失）、頂藔，在日治初期的官方地圖上已有記載。

## 交通
台鐵屏東線是高雄至枋寮間的鐵路幹線，經過本地區北部邊界地帶。最近的車站在北側為林邊車站，在南側為佳冬車站。前者屬三等站，停靠部分自強號、莒光號及全部區間快車、區間車；後者屬甲種簡易站，僅停靠區間車；由此等可前往台鐵沿線各站。
省道台17線又稱「西部濱海公路」，是甲南至水底寮的幹道，經過本地區北部邊界地帶。由該道路北行可前往林邊鄉、東港鎮、新園鄉南部、高雄市林園區等地；南行可前往佳冬鄉佳冬市區、枋寮鄉，並止於水底寮聚落的省道台1線路口。
鄉道屏134線是塭仔至隘寮的道路，其西側端點（起點）位於本地區中部偏西南、塭仔聚落東側的塭田路路口。

## 學校
- 塭子國小